# Barbilophozia hatcheri
Barbilophozia hatcheri  (A. Evans) Loeske, 1907 è un'epatica fogliosa della famiglia Cephaloziellaceae. Descritta originariamente con il basionimo Jungermannia hatcheri A. Evans, 1898, è riportata anche come Barbilophozia lycopodioides var. hatcheri (A. Evans) Schljakov 1980.

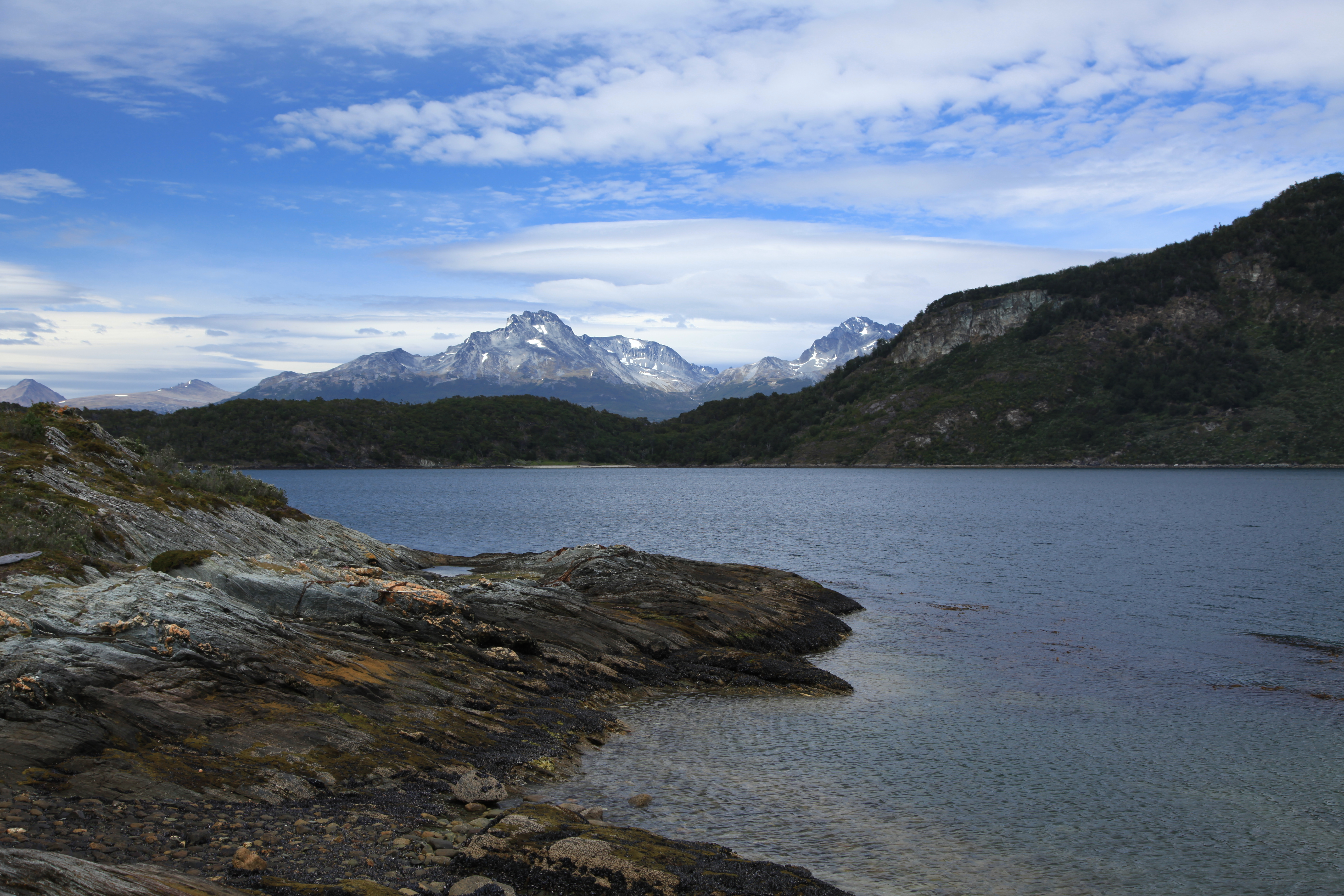
Bahía Lapataia

I primi esemplari, sintipi della nuova specie, furono raccolti nell'estremo sud della Patagonia, a Bahía Lapataia, nell'Isola Grande della Terra del Fuoco, a ovest di Ushuaia, capoluogo della provincia argentina della Terra del Fuoco, Antartide e Isole dell'Atlantico del Sud.
Furono raccolti, durante la Princeton Scientific Expedition in Patagonia del 1896-97, dal paleontologo statunitense John Bell Hatcher e, successivamente, affidati per la determinazione al briologo statunitense Alexander William Evans. specialista in epatiche
Evans descrisse e figurò l'epatica come appartenente a una specie nuova, che assegnò alla famiglia Jungermanniaceae, con il nome di Jungermannia hatcheri.

## Etimologia
L'epiteto specifico hatcheri, con cui fu originariamente denominata la nuova specie, e che fu poi conservato nella nuova combinazione, pubblicata nel 1907 da Leopold Loeske, cultore di briologia tedesco, volle essere un omaggio di Evans allo scopritore J. B. Hatcher.

## Descrizione
La caratterizzazione fatta da Evans di J. hatcheri, comparve in un articolo del 1898 sul Bullettin of the Torrey Botanical Club e, successivamente nel 1906, nell'ottavo volume dei Reports of the Princeton University expeditions to Patagonia, 1896-1899.

Tra le descrizioni più recenti del taxon, non più riportato con l'originaria denominazione, ma con quella successivamente accettata di Barbilophozia hatcheri, si distinguono quella pubblicata nel 2000, dai briologi Halina Bednarek-Ochyra, Jiří Váňa, Ryszard Ochyra e Ronald Ian Lewis Smith in un volume monografico sulle epatiche antartiche, e quella redatta dal briologo ceco Jiří Váňa per il sito Bryoweb, online dal 2005 e aggiornata al 2017. Quest'ultima descrizione, essendo basata sull'esame di esemplari centro-europei, non sterili come quelli di provenienza antartica, integra le precedenti con l'aggiunta dei dati relativi al sistema sessuale.
Nella descrizione di Evans (1898), e in quelle più recenti di Bednarek-Ochyra et al. (2000) e di Váňa (2017), le piantine di B. hatcheri sono di dimensioni medie (lunghe 2-5 cm) e di colore verde-grigiastro, bruno-giallastro chiaro, ma anche verde-rossastro o marrone. Formano tappeti relativamente radi, o crescono in ciuffi, formando cuscinetti o zolle monospecificihe o, specificatamente quelle antartiche, si ritrovano frammiste ad altre Marchantiophyta, quali  Cephaloziella varians (Gottsche) Steph., 1905, o a varie specie di Bryophyta.
Il fusticino principale (caulidio) è filiforme, strisciante (prostrato) o discosto dal substrato (da ascendente a eretto), non ramificato o scarsamente ramificato e ricco di rizoidi (radicoloso). In sezione trasversale, mostra uno strato cellulare differenziato esterno (cortex), costituito da 1-2 strati di cellule corticali a parete spessa e, all'interno, un tessuto costituito da più grandi cellule medullari a parte sottile.
Le foglioline (fillidi) larghe 1,5 - 3 mm, rivestite di una cuticola liscia, sono strettamente embricate, divaricate o eretto-patenti, a inserzione fogliare obliqua (intermedia tra trasversale e longitudinale) con i margini fogliari anteriori (distali) orientati verso la superficie ventrale del fusticino (attaccatura fogliare succube). La lamina fogliare, non decorrente, più o meno ondulata, concava o quasi piatta, asimmetrica e di forma da quadrata a obromboidale, si allarga bruscamente alla base per poi suddividersi, distalmente (per un terzo o anche più), in 3-4 lobi ineguali, ovato-triangolari, smussati all'apice (ottusi), oppure apiculati o anche cuspidati, separati da incavi (seni) ottusi o a forma di mezzaluna (lunulati).
Alla base, le foglioline hanno 2-5 ciglia sottili simili a capelli, formate ciascuna da un'unica fila di 2-8 cellule oblunghe. Le cellule fogliari della lamina, sub-quadrate o sub-esagonali, hanno pareti piuttosto sottili, ma fortemente ispessite agli angoli, nei punti di contatto con le cellule attigue, formando trigoni ben distinti. Le foglioline dell'anfigastrio (amphigastrium) sono bifide, bisecate a partire fin quasi dalla base in due lobi strettamente lanceolati, prossimalmente ciliati.
Le gemme sono bruno-rossastre, da poligonali a ovate, composte da 1 o 2 cellule, e formano piccoli grappoli sul margine dentato delle foglie superiori, o all'ascella delle foglie inferiori.
Il sistema sessuale è dioico. Gli androcei sono intercalati, con 5-7 paia di brattee convesse e asimmetriche portanti 2-5 anteridi alle ascelle. I ginecei hanno 3-5 brattee lobate, simili alle foglioline vegetative ma con ciglia più lunghe all'estremità dei lobi e altre ciglia sul margine posteriore. Le bratteole, bi-trilobate con ciglia marginali, sono fuse con una o entrambe le brattee lobate. Il perianzio, di forma da ovale a cilindrica, rugoso nella parte superiore, si restringe piuttosto bruscamente in una bocca dentata o brevemente ciliata. Le capsule hanno pareti pluristratificate composte da 3-5 foglietti cellulari.

## Distribuzione e habitat
B. hatcheri ha una tipica distribuzione biogeografica disgiunta bipolare. È infatti presente in aree più o meno vaste di entrambi gli emisferi terrestri, separate però da un'ampia (in latitudine) fascia di non contiguità. Nell'Emisfero boreale è ampiamente diffuso nell'ecozona Olartica, con distribuzione da subartico-subalpina ad artico-alpina. Più limitato invece il suo areale nell'Emisfero australe, dove i siti di rinvenimento della specie sono circoscritti alla punta meridionale del Sud America e a due differenti regioni biogeografiche dell'Antartide, l'antartica marittima e la sub-antartica.
Più in dettaglio, nel Nord America, il taxon si ritrova, lungo il versante occidentale, in Alaska, nel nord-ovest del Canada, nelle province canadesi della Columbia Britannica e di Alberta e poi verso sud, con continuità, fino alla California, al Colorado e al Wyoming. Sul versante orientale, è diffuso in Groenlandia, nell'isola di Ellesmere, nel nord-est del Canada, nella Nuova Inghilterra e nello stato di New York e poi, verso ovest nel Michigan, Wisconsin e Minnesota e nella non contigua Carolina del Nord.
In Europa, B. hatcheri popola diffusamente le isole Svalbar, l'Islanda, la Scozia e il Galles in Gran Bretagna, e poi, nel nord dell'Europa continentale, la penisola Finno-scandinava e la Danimarca. Nell'Europa centrale e meridionale è da sporadico ad abbondante nelle zone montuose, raro nelle zone pedemontane. In Asia la specie è molto meno diffusa essendo la sua presenza limitata agli Urali, alla Siberia nord-orientale, all'Himalaya e alle aree montuose del Caucaso, di Honshū in Giappone e di Taiwan.

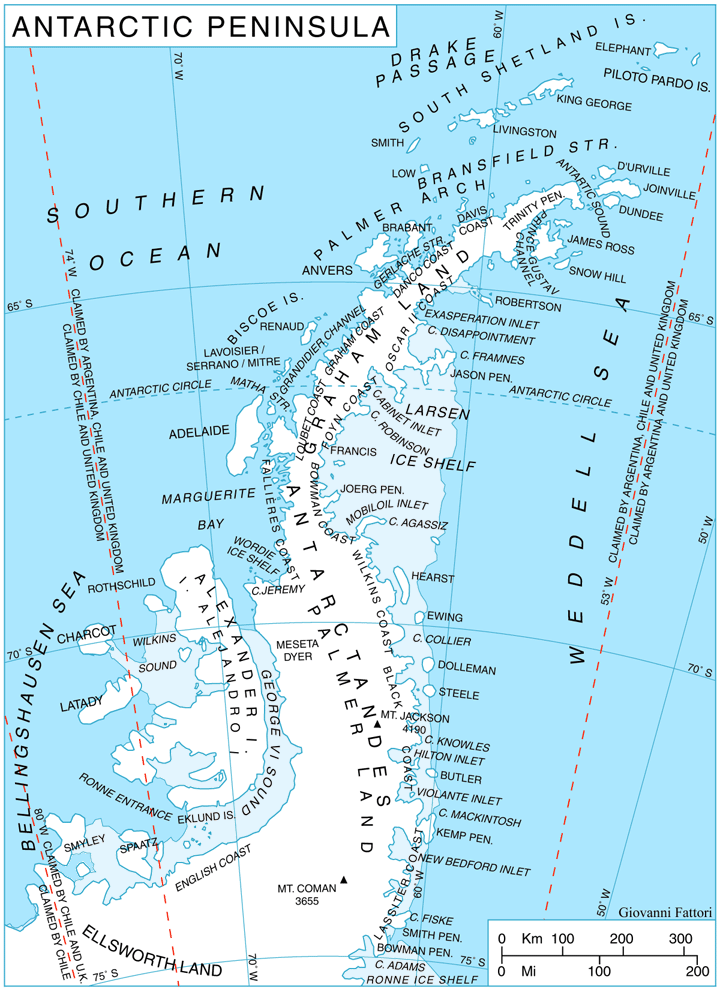
Penisola Antartica

Nell'Emisfero australe B. hatcheri si ritrova in Sud America, nell'isola Grande della Terra del Fuoco e nell'arcipelago periantartico delle isole Malvinas nell'Atlantico meridionale. Inoltre è presente nell'arcipelago subantartico della Georgia del Sud e negli arcipelaghi antartico-marittimi delle Orcadi Meridionali e delle Shetland Meridionali.
Nella Penisola Antartica, sempre nella regione biogeografica antartica-marittima, l'epatica è presente nella Terra di Graham, dalla Costa di Davis alla Costa di Fallières e, separate dallo stretto di Gerlache, nelle isole Brabant, Melchior, Joubin e Anvers, nell'arcipelago di Palmer, e nelle isole Peterman e Argentine, nell'arcipelago Wilhelm. Infine, si ritrova nell'ultima e la più meridionale delle stazioni conosciute di rinvenimento del taxon, l'isola Adelaide, a nord della Baia Margherita,  a 67°34' di latitudine Sud.
B. hatcheri predilige i siti protetti, da permanentemente umidi a relativamente umidi, sotto strapiombi, su cenge strette o su pendii riparati.  Cresce su substrati pedogenizzati, su terreni ghiaiosi o nelle fessure umide e riparate delle rocce affioranti, prevalentemente silicatiche.

## Tassonomia
Gli esemplari raccolti da Hatcher in Patagonia furono riferiti da Evans al genere Jungermannia L., 1753 per gli evidenti caratteri morfologici condivisi. In particolare, per la presenza di ciglia filiformi, alla base delle foglioline vegetative, gli esemplari dell'epatica mostravano somiglianza con J. lycopodioides Brid. ex F. Weber, 1815 e con J. floerkei F. Weber & D. Mohr, 1807, ma da queste specie se ne discostavano tuttavia per altri aspetti.
J. lycopodioides era molto più robusta, con ciglia basali più lunghe e tortuose e foglioline inferiori più grandi con lobi più larghi e densamente ciliati. In J. floerkei la lamina fogliare, con margini laterali quasi paralleli, non si allargava così bruscamente e le ciglia basali erano più robuste, larghe alla base 2 o 3 cellule, e non una sola; inoltre le foglioline dell'amfigastro erano molto più grandi e i loro segmenti allungati avevano uno spessore alla base di 8-10 cellule, e non di sole 3 o 4 e terminavano in un'unica fila di meno di 10 cellule e non di 10-20.
Sulla base di queste evidenze Evans ritenne motivata l'istituzione di una nuova specie, a cui impose il nome specifico di Jungermannia hatcheri.
Nel 1907, Leopold Loeske, nelle sue Bryologische Beobachtungen aus den Algäuer Alpen, istituì il genere Barbilophozia includendovi le specie dell'antico genere Jungermannia, fondato da Linneo nel 1753. Di conseguenza J. hatcheri fu trasferito nel nuovo genere con la nuova combinazione Barbilophozia hatcheri  (A. Evans) Loeske, 1907, che conservava l'epiteto specifico dell'originaria denominazione binomiale adottata da Evans nel 1898.

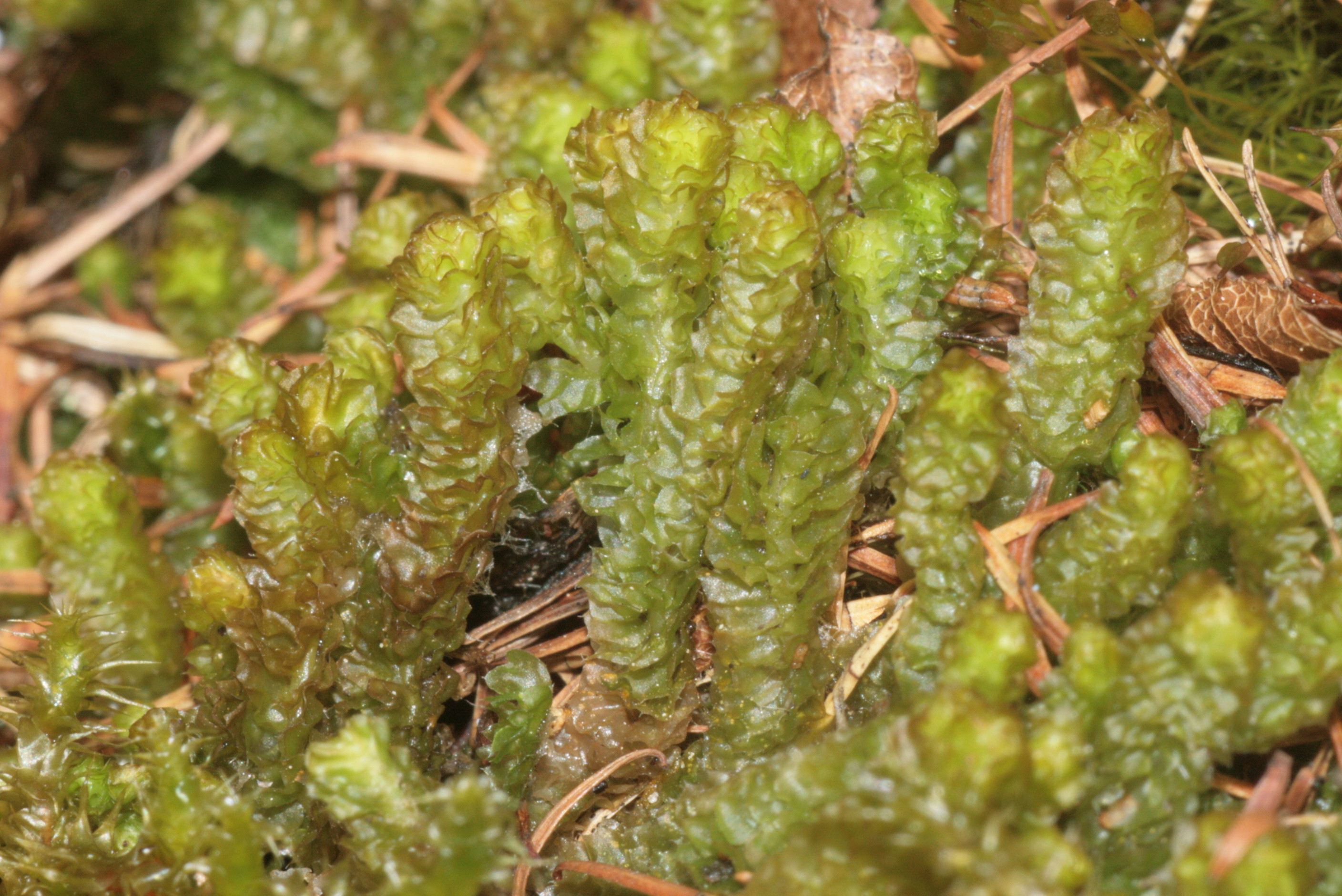
Barbilophozia lycopodioides

Successivamente, nel 1980, il briologo russo Roman Nicolaevich Schljakov, propose di ridurre B. hatcheri al rango di varietà di B. lycopodioides, pubblicando la nuova combinazione B. lycopodioides var. hatcheri (A. Evans) Schljakov, 1980.
Secondo Halina Bednarek-Ochyra et al., (2000) invece, sarebbe più opportuno mantenergli lo status tassonomico di specie tenendo anche conto che, almeno in Antartide, il taxon non presenta particolari problemi di identificazione.
Quest'ultima posizione ha trovato conferma in un lavoro di sistematica molecolare e di analisi filogenetica pubblicato, nel 2011, dei briologi russi Anna Alexandrovna Vilnet, Nadezhda Alekseevna Konstantinova e Aleksey Victorovich Troitsky,
Lo studio, condotto su 189 campioni di 134 specie diverse di epatiche appartenenti alle famiglie Lophoziaceae, Scapaniaceae, Gymnomitriaceae e Jungermanniaceae, ha evidenziato, tra l'altro, che B. hatcheri e B. lycopodioides, considerate strettamente vicine se non proprio conspecifiche, appaiono invece chiaramente separate sia elaborando i dati combinati genetico-molecolari con il metodo della massima parsimonia, sia con quello dell'inferenza bayesana.